# Топ-модель по-американски (сезон 1)
Топ-модель по-американски, 1 сезон — первый сезон американского реалити-шоу «Топ-модель по-американски». Шоу транслировалось на телеканале UPN c 20 мая по 15 июля 2003 года и было самым рейтинговым шоу на этом канале. Ведущая 1 сезона супермодель Тайра Бэнкс.
Призами для этого сезона стали:
- Контракт с Wilhelmina Models
- Разворот в журнале Marie Claire
- Контракт с косметической компанией Revlon

Судьями в первом сезоне стали ведущая шоу Тайра Бэнкс, супермодель Дженис Дикинсон, дизайнер Кимора Ли Симмонс. Путешествие девушки совершали в Париж, Франция. Победительницей в первом сезоне стала 20-летняя Эдрианн Карри из Джолита (Иллинойс)
Финалистка Шеннон Стюарт приняла участие в 17 сезоне "Все Звезды" с тринадцатью участницами из прошлых сезонов. Шеннон была исключена в 9 эпизоде и заняла 6 место.

## Участницы
(возраст указан на время конкурса)
| Участница              | Возраст | Место рождения          | Вылет          |
| ---------------------- | ------- | ----------------------- | -------------- |
| Тесса Карлсон          | 19      | Чикаго, Иллинойс        | В 1 Эпизоде    |
| Кэти Клири             | 21      | Гленвью, Иллинойс       | Во 2 Эпизоде   |
| Николь Панаттони       | 22      | Марриета, Калифорния    | В 3 Эпизоде    |
| Эбони Хейз             | 24      | Бронкс, Нью-Йорк        | В 4 Эпизоде    |
| Жизель Самсон          | 18      | Корона, Калифорния      | В 5 Эпизоде    |
| Кесси Уоллес           | 21      | Норт-Литл-Рок, Арканзас | В 6 Эпизоде    |
| Роббин «Робин» Мэннинг | 26      | Мемфис, Теннесси        | В 7 Эпизоде    |
| Эллис Сьюэлл           | 20      | Альбукерке, Нью-Мексико | В 9 Эпизоде    |
| Шеннон Стюарт          | 18      | Франклин, Огайо         | Финалистка     |
| Эдрианн Карри          | 20      | Джолиет, Иллинойс       | Победительница |

## Резюме
| Место |         |         |         |         |         |         |         |         |         |         |
| Место | 1       | 1       | 2       | 3       | 4       | 5       | 6       | 7       | 9       | 9       |
| ----- | ------- | ------- | ------- | ------- | ------- | ------- | ------- | ------- | ------- | ------- |
| 1     | Николь  | Эбони   | Шеннон  | Шеннон  | Кесси   | Эдрианн | Эллис   | Эллис   | Шеннон  | Эдрианн |
| 2     | Робин   | Эллис   | Николь  | Кесси   | Эллис   | Кесси   | Шеннон  | Эдрианн | Эдрианн | Шеннон  |
| 3     | Кесси   | Кесси   | Жизель  | Эллис   | Эдрианн | Шеннон  | Робин   | Шеннон  | Эллис   |         |
| 4     | Эллис   | Эдрианн | Робин   | Жизель  | Робин   | Робин   | Эдрианн | Робин   |         |         |
| 5     | Кэти    | Кэти    | Эдрианн | Эдрианн | Шеннон  | Эллис   | Кесси   |         |         |         |
| 6     | Эбони   | Николь  | Эбони   | Робин   | Жизель  | Жизель  |         |         |         |         |
| 7     | Эдрианн | Жизель  | Эллис   | Эбони   | Эбони   |         |         |         |         |         |
| 8     | Шеннон  | Робин   | Кесси   | Николь  |         |         |         |         |         |         |
| 9     | Жизель  | Шеннон  | Кэти    |         |         |         |         |         |         |         |
| 10    | Тесса   | Тесса   |         |         |         |         |         |         |         |         |

     Участница прошла на шоу в отдельном прослушивании
     Участница выиграла конкурс
     Участница исключена
     Участница выиграла в шоу
- В 7 эпизоде Шеннон и Робин отказались участвовать в фотосессии по религиозным соображениям. При выборе кандидатуры на исключение судьи оценивали предыдущие работы этих участниц.